# ジョセフ・ホイットワース
サー・ジョセフ・ホイットワース準男爵（英: Sir Joseph Whitworth, 1st Baronet、1803年12月21日 – 1887年1月22日）は、イギリスの技術者、起業家。ウィットウォースとも表記される。近代的な精密工作技術の発展に貢献し、ウィットねじ（BSW）として知られる世界初のねじ規格を考案した。兵器製造でも知られている。

## 経歴
ジョセフ・ホイットワースは、1803年にイングランド北西部グレーター・マンチェスターのストックポートで生まれた。父親は教師で、会衆派教会の聖職者でもあった。ジョセフ・ホイットワースは幼少のおりから機械に興味を抱いていた。
学校を出た後、ジョセフ・ホイットワースは、ダービーシャーで綿の紡績工場を営む伯父のもとへ弟子入りした。この伯父の下での修行中に、ホイットワースの機械への情熱は明らかなものとなった。彼はそこで4年間を過ごした後、マンチェスターの工場に就職して機械工として4年間働いた。
次にホイットワースは、ロンドンに移ってヘンリー・モーズリーの工場に就職した。親方のモーズリーはねじ切り旋盤の発明者である。ここでホイットワースは、ジェームス・ナスミスやリチャード・ロバーツといった優れた技術者たちを同僚として働き、機械関係の高度な知識・技術を習得した。加工の精度を重視する姿勢もモーズリーの影響によって身に付いたものである。ホイットワースはモーズリー工場で様々な工作機械を改良し、また、鉄製フレーム部品に削り出しの手法を導入することで、軽量かつ強固な機械の製造も実現するなどの成果を上げた。
その後、ホイットワースは、ホルツァプフェル社や、モーズリー工場の兄弟子にあたるジョセフ・クレメンテの工場でも働いた。クレメンテの下では、チャールズ・バベッジの階差機関型計算機の開発に協力した。
1833年にホイットワースは独立してマンチェスターへ帰り、旋盤などの工作機械製造事業を始めた。彼の製品は高い精度を有しながら価格は安く、しかも美しいとあって評判を博した。1841年にはねじの規格化にいち早く取り組み始め、イギリスでの部品標準化に大きく貢献した。1844年にサウの単位を導入したのも、彼の業績であるとされている。1850年代前半には、イギリス政府が派遣したアメリカ視察団の中心的役割を担い、発達したライン生産方式をイギリスの銃器生産に取り入れることに貢献した。ホイットワース社は軍需企業としても活動し、クリミア戦争時には優れた大量生産技術を生かして、90日間で90基もの砲艦用蒸気機関を製造した。
ホイットワースの優れた設計に対して様々な賞が贈られた。1868年にアルバート・メダルを受賞。また1857年には王立協会のフェローに選出され、機械技術者協会の会長にも就任した。また、彼は経済的にも非常に成功した。

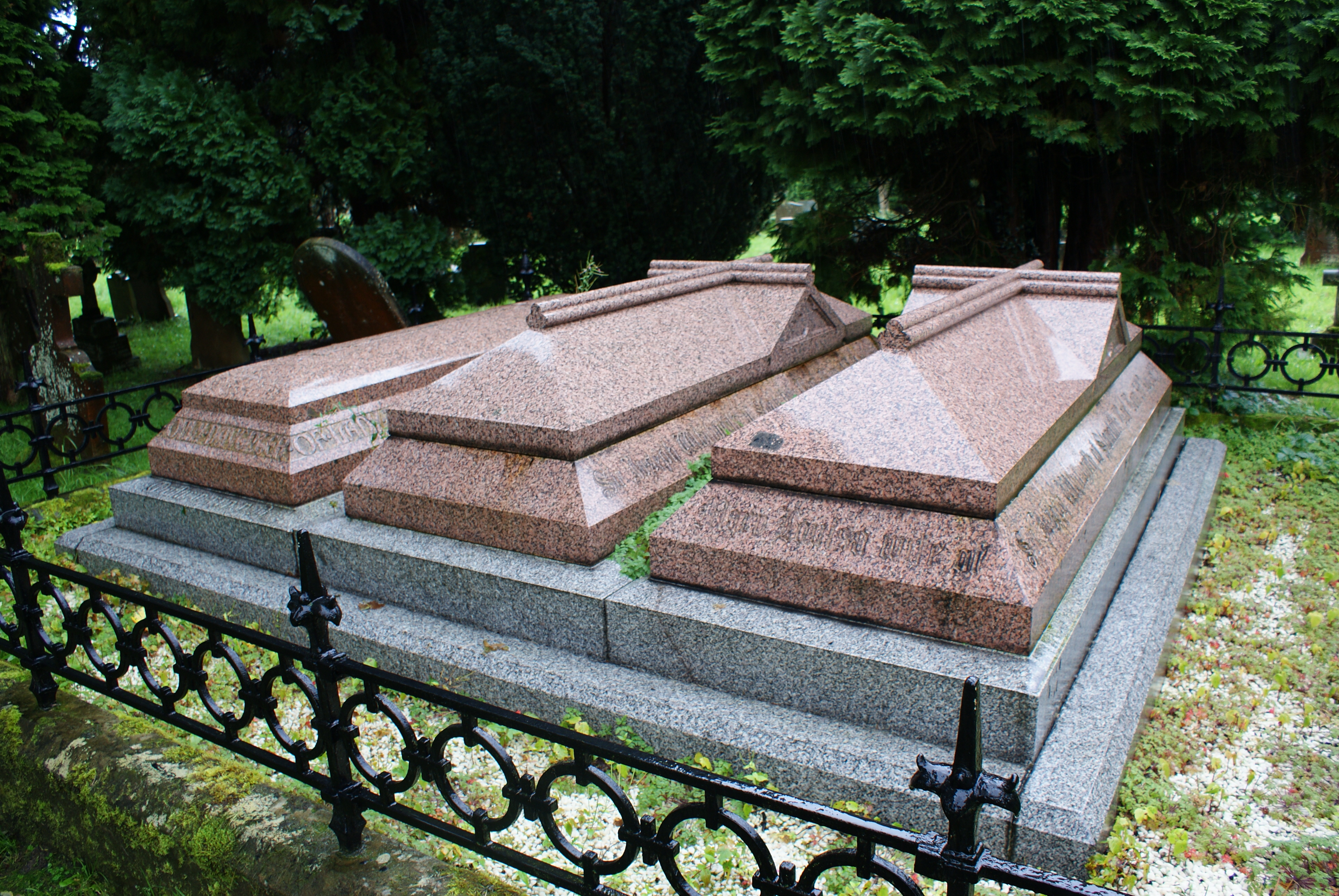
ホイットワースの墓。（3基並んだうち中央）

私生活では1850年に建築家エドワード・ウォルターズと契約して、マンチェスター郊外に「ザ・ファーズ（The Firs）」という名の邸宅を建築した。1854年にはダービーシャーのダーレー・デイルにある邸宅「スタンクリフ・ホール」を購入し、1872年に二人目の妻であるルイザと移り住んだ。
ホイットワースは、1887年1月に、静養先のモンテカルロで死去した。彼の遺体は、ダービーシャーのダーレー・デイルにあるセント・ヘレンズ教会（St Helen's Church）に埋葬された。アメリカの雑誌“The Manufacturer and Builder”（Volume 19, Issue 6, 1887年6月号）に詳細な死亡記事が載った。生前ホイットワースは、管財人に対して、資産を慈善事業に使うよう指示しており、ホイットワースの死後も同様に使われた。遺産の一部はホイットワース美術館の設立に充てられ、現在はマンチェスター大学の付属施設となっている。

## 主な発明

### 工作技術関係
ホイットワースは、1830年代に、精密な平面を持つ部品の製造技法として、「エンジニアズブルー」（en:Engineer's blue）と呼ばれる青いペーストと測定平面3面を利用する切削法を導入した。測定平面3面による手法はそれまでも研磨加工と組み合わせて用いられていたが、彼の発明した切削法は、平面をより高精度なものとした。また、この技法はそのほかの形状の部品製造にも応用されて、各種精密工具の爆発的な発展につながった。
彼の次の発明は、1840年の「エンド・メジャメンツ（end measurements）」と呼ばれた計測法であった。これは、同じく彼の生み出した高精度の平面部品とねじを利用して開発された。1000分の1インチ単位＝1サウ（thou）という高精度を誇り、1851年のロンドン万博で展示された。
1841年には、ウィットねじとして知られる、ねじ山の角度55度でピッチも規格化したねじの規格を考案した。これは師匠のヘンリー・モーズリーが、工場で使用するボルトとナットを規格化していたことにヒントを得たものである。ウィットねじはイギリスの鉄道用のねじ規格として採用され、史上初のねじに関する国内全体での統一規格となった。鉄道での採用をきっかけに、このねじ規格は一気に他の分野でも普及した。後に英国規格に採用されて“British Standard Whitworth”（BSW）と呼ばれ、1956年に英国規格「BS 84」が割り振られた。

### ウィットワース銃
ホイットワースは、兵器局にライフリングの製造と設計に関して質問されたことから、銃器開発に興味を持つようになった。ホイットワースは、より小口径で六角形の0.451インチ (11.5 mm)小銃弾を使用する、ライフリングの転度を増した銃を設計した。ホイットワースの試作銃は、1857年に行われた射撃試験でエンフィールド銃をあらゆる性能で凌駕した。そうしてその高い射撃性能が評価され、1862〜3年にはイギリス陸軍のいくつかの部隊に試験配備された。しかし、このウィットワース銃は気温と湿度が高い環境では銃身内が汚れやすくなったり、装填時に注意しなくてはならないことが多かったりしたことから、イギリス陸軍ではあまり成功しなかった。代わりに少数がアメリカ南北戦争で使用され、命中率の良さから「ホイットワース・シャープシューター（狙撃銃）」と称された。
エンフィールド銃の後継は、オランダ系アメリカ人のワイン商人が開発したスナイドル銃となった。スナイドル銃に更新したならば、1丁あたりわずか12シリングの改造費用で済んだのである。
その後、1860年にウィンブルドンで、第1回の全英ライフル協会の大会がヴィクトリア女王により開かれた際、改修型のホイットワース銃の射撃実演が行われた。400ヤード (366 m)の射距離で的の中央を射抜くという成績を残している。

### 後装砲

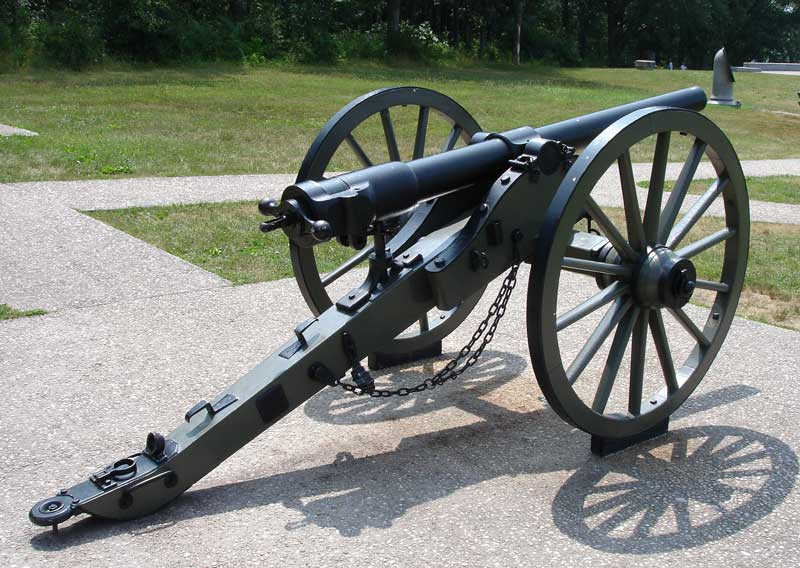
ホイットワース12ポンド後装砲。ゲティスバーグ国立軍事公園に展示されているもの。

このほか、ホイットワースは2.75インチ（70mm）口径の12ポンド後装式ライフル砲も設計している。砲弾重量は12ポンド11オンス（5.75kg）で、射程約6マイル（10km）の大型砲だった。彼は使用するライフリング溝付きの砲弾の特許を1855年に取得している。しかし、この砲もアームストロング砲との競争に敗れてイギリス陸軍では不採用となり、アメリカに輸出されて南北戦争で使用された。
その後、ホイットワースは砲身強度を高める研究を進め、“fluid-compressed steel”と呼ばれる圧力をかけて鋼を鋳造する技術の特許を取得している。実際の製造のため、マンチェスターに新たな鉄工所を建設した。製品の一部はパリ万博に出品された。

## ゆかりの深い建物など
ホイットワースにゆかりの深い建物として、彼が1850年に建築を依頼した「ザ・ファーズ（The Firs）」という名の邸宅が、マンチェスター南部のファロウフィールドに残っている。現在は、チャンセラーズホテル・アンド・カンファレンスセンターと呼ばれている。また、1854年に購入した、ダービーシャーのダーレー・デイルにある邸宅「スタンクリフ・ホール」もある。リヴァプールにあるセントジョージ・ホールのライオン像の資材として使われた6トンの石は、ホイットワースが提供したダーレーデイル産のものである。
ホイットワースは技術教育に強い信念を持っており、マンチェスター工科大学（en:UMIST、現マンチェスター大学の一部）の前身であるマンチェスター機械技術者院（en:Mechanics' Institutes）を後援し、マンチェスター設計学校の開校も支援した。1868年には、機械技術者養成のための奨学金を設立している。彼の業績とマンチェスターの教育への貢献を称えて、マンチェスター大学の中心キャンパスにある校舎はホイットワース館（Whitworth Building）と命名され、また、同大学の卒業式はホイットワース・ホールで行われている。大学の付属施設であるホイットワース美術館とホイットワース・パークは、ホイットワースの遺産で設立されたものである。
マンチェスターのホイットワース・パーク近くにあるホイットワース・パーク・ホールズ・オブ・レジデンス（Whitworth Park Halls of Residence）や、マンチェスター市街のメインストリートのひとつであるホイットワース通りも彼の名にちなみ、ザ・ファーズの近くにあるオーエンズ・パーク沿いの自転車道もホイットワース・レーンと呼ばれる。このほか、ダーレー・デイルにもホイットワース・パークが存在する。